# 新北市立福營國民中學
新北市立福營國民中學簡稱福營國中，位於台灣新北市新莊區，為新莊地區知名市立國民中學之一。

## 校史
- 1981年（民國70年），創建，學生由十四班增至百多班。
- 1994年（民國83年）間，校舍全面改建。
- 1995年（民國84年），增設補校。
- 2010年（民國99年），12月因臺北縣升格為新北市而更名為新北市立福營國民中學。

## 歷任校長
|            | 歷任校長    | 起訖時間              |
| ---------- | ----------- | --------------------- |
| 首任校長   | 吳餘宣 先生 | 1981年8月至1988年10月 |
| 第二任校長 | 陳志武 先生 | 1988年10月至1994年8月 |
| 第三任校長 | 陳瓊 女士   | 1994年8月至2000年8月  |
| 第四任校長 | 劉武俊 先生 | 2000年8月至2007年2月  |
| 代理校長   | 陳宗鎮 先生 | 2007年2月至2007年8月  |
| 第五任校長 | 張國驥 先生 | 2007年8月至2015年8月  |
| 第六任校長 | 李文旗 先生 | 2015年8月至2023年8月  |
| 第七任校長 | 楊尚青 先生 | 2023年8月             |

## 外部連結
- 新北市立福營國民中學 （页面存档备份，存于）